# Jan Malmsjö

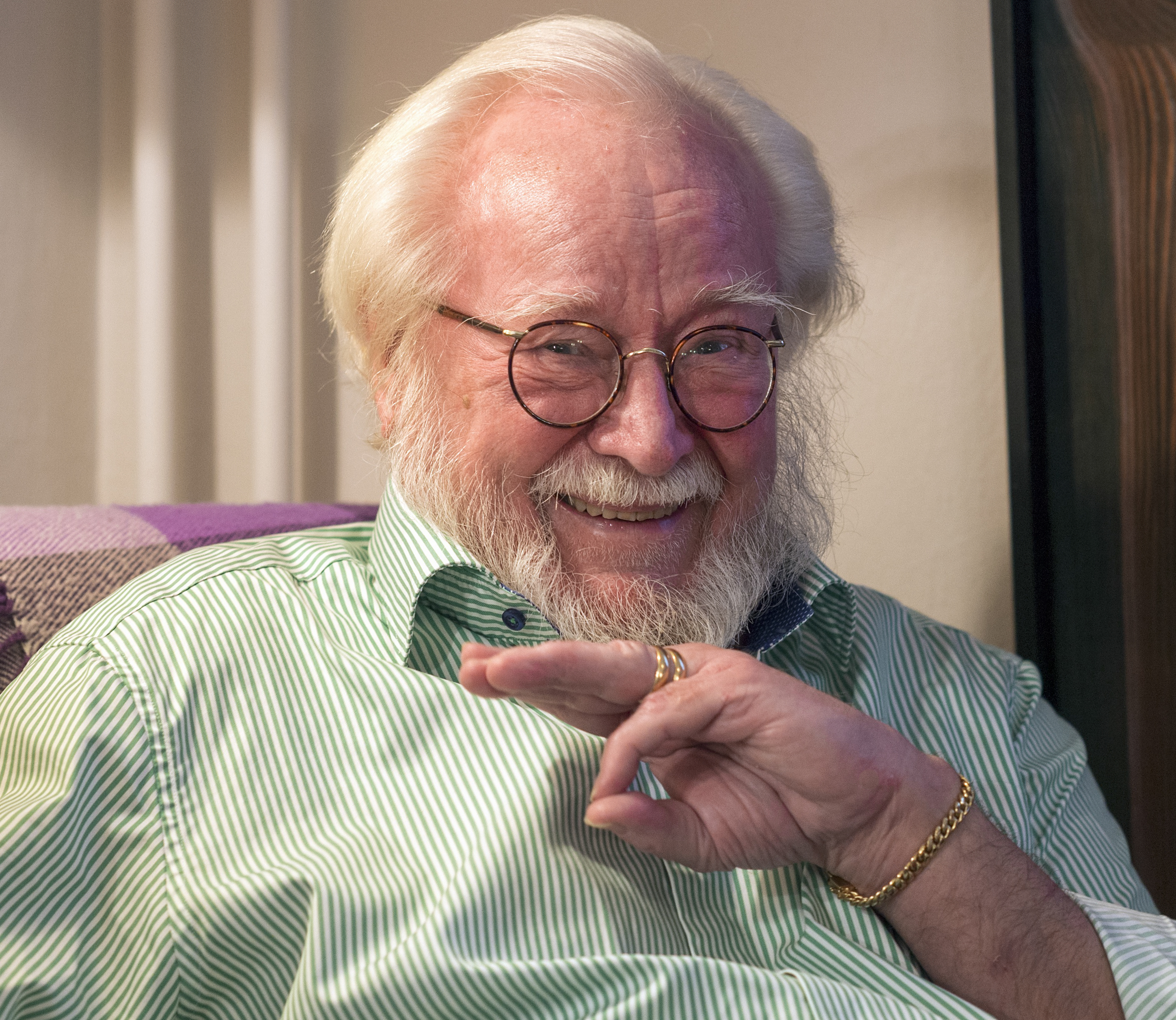
Jan Malmsjö (2014)

Jan Wilhelm Malmsjö  (* 29. Mai 1932 in Lund) ist ein schwedischer Schauspieler und Sänger.

## Leben und Wirken
Malmsjö erhielt seine Schauspielausbildung zwischen 1950 und 1953 an der renommierten Dramatens elevskola, der Schauspielschule des schwedischen Nationaltheaters in Stockholm. Seit 1953 gehört er zum Ensemble des Kungliga Dramatiska Teatern.
Einem breiten deutschen Publikum bekannt wurde Malmsjö als Bischof Vergerus in Ingmar Bergmans Drama Fanny und Alexander.
In Schweden ist Malmsjö auch als Sänger populär. Mit dem Schlager Hej Clown nahm er 1969 bei den Vorausscheidungen zum Eurovision Song Contest teil.
Jan Malmsjö ist mit der Schauspielerin Marie Göranzon verheiratet.

## Filmografie (Auswahl)
- 1959: Mord im Studio 9 (Tärningen är kastad)
- 1966: Der zerrissene Vorhang (Torn Curtain)
- 1972: Die Brüder Malm (Bröderna Malm)
- 1973: Szenen einer Ehe (Scener ur ett äktenskap)
- 1982: Fanny und Alexander (Fanny och Alexander)
- 1986: Peter der Große (Peter the Great)
- 1997: Ich bin dein Krieger (Jag är din krigare)
- 1998: Die tätowierte Witwe (Den Tatuerade änkan)
- 2002: Dina – Meine Geschichte (Jeg Er Dina)
- 2007: Kommissar Beck: Tödliche Kunst (Den japanska Shungamålningen)
- 2013: Mord in Fjällbacka: Das Familiengeheimnis (Tyskungen)
- 2019–2020: Eine Hochzeit mit Folgen (Bröllop, begravning och dop, Fernsehserie)

## Diskografie

### Alben
| Jahr | Titel                                    | Höchstplatzierung, Gesamtwochen, AuszeichnungChartsChartplatzierungen (Jahr, Titel, Platzierungen, Wochen, Auszeichnungen, Anmerkungen) | Anmerkungen       |
| Jahr | Titel                                    | SE | Anmerkungen       |
| ---- | ---------------------------------------- | --- | ----------------- |
| 1979 | Jan Malmsjö                              | SE16 (9 Wo.)SE |                   |
| 1980 | Dans på Börsen                           | SE24 (3 Wo.)SE | mit Leif Kronlund |
| 1984 | Just en sån sång                         | SE22 (10 Wo.)SE |                   |
| 1987 | Låt mig få tända ett ljus                | SE5 (4 Wo.)SE |                   |
| 1988 | I grevens tid – Live                     | SE34 (2 Wo.)SE |                   |
| 1995 | Malmsjö idag!                            | SE59 (1 Wo.)SE |                   |
| 1997 | En sång & dansman – Jan Malmsjö’s Bästa! | SE19 (7 Wo.)SE |                   |
| 2001 | Välkommen till min jul                   | SE20 (3 Wo.)SE |                   |

### Singles
| Jahr | Titel Album               | Höchstplatzierung, Gesamtwochen, AuszeichnungChartsChartplatzierungen (Jahr, Titel, Album, Platzierungen, Wochen, Auszeichnungen, Anmerkungen) | Anmerkungen |
| Jahr | Titel Album               | SE | Anmerkungen |
| ---- | ------------------------- | --- | ----------- |
| 1979 | Halleluja Jan Malmsjö     | SE2 (9 Wo.)SE |             |
| 2016 | Ser du stjärnan i det blå | SE63 (3 Wo.)SE |             |